# 아르데코

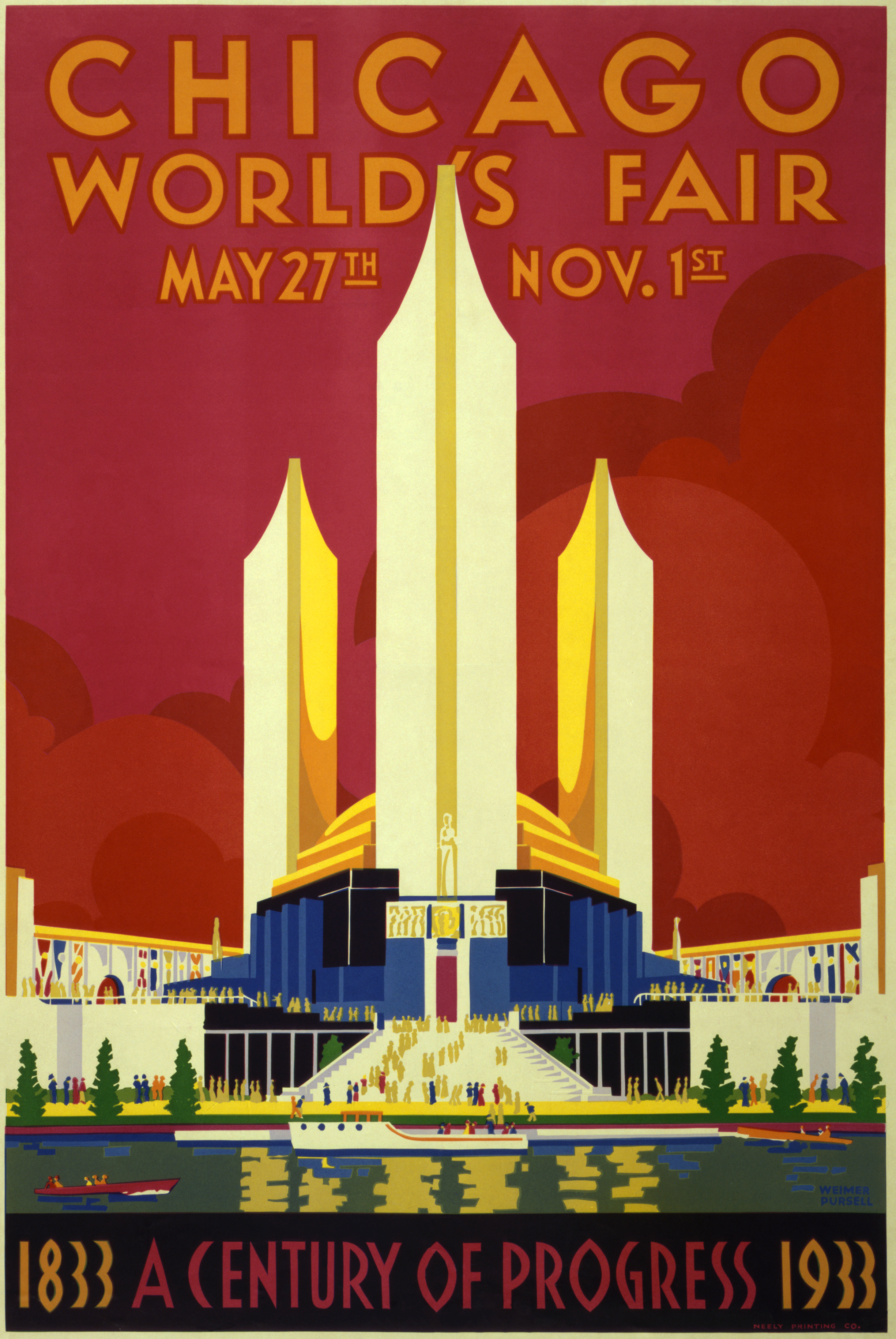
시카고 만박 포스터.

아르 데코(프랑스어: Art Déco)는 시각예술 디자인양식으로 제1차 세계대전 이후 프랑스에서 출현했다. 제2차 세계대전 종전까지, 1930년대부터 1940년대에 걸쳐 세계 디자인계에 영향을 주었다. 기존의 전통적 수공예양식과 기계시대의 대량생산방식을 절충한 스타일인 아르 데코는, 주로 풍부한 색감과 두터운 기하학적 문양, 그리고 호화로운 장식성으로 대표된다.
아르 데코는 산업화가 가속화되어 산업문화 전반이 변화하던 시대에 나타났다. 아르 데코는 (대생산을 위한)신기술을 포용하였고, 이 점이 아르 데코의 시초라 여겨지는 아르 누보(Art Nouveau,자연적인 모티프 중시)와 구분되는 점이다. 역사학자 베비스 힐리어(Bevis Hillier)는 아르 데코를 "비대칭보다는 대칭을, 곡선보다는 직선을 지향한다. 기계, 신물질, 그리고 대량생산 수요에 적합한 현대양식"이라고 정의했다.
아르 데코의 전성기는 고급스러움(luxury),매혹적(glamour),풍부함(exuberance),그리고 신기술 발달과의 병행으로 대표된다.

## 영향력
20세기 최초의 아방가르드 운동
다른 차용 스타일에는 일반적으로 미래주의, 오르피즘, 기능주의 및 모더니즘이 포함된다. 큐비즘은 캔버스에서 섬유 소재나 벽지로 옮겨질 때 아르데코 미학에서 장식적인 잠재력을 드러낸다. 소니아 들로네는 "살아있는 그림이나 살아있는 형태의 조각처럼" 추상적이고 기하학적인 스타일의 의류 디자인을 선보였다.

### 고대 및 비유럽 문명
아르데코는 마감재에 다양한 스타일을 차용하고 활용했다. 루브르 박물관, 박물관 드 옴므, 국립 아프리카 및 해양 미술관에서 볼 수 있는 전 세계 포스트모던 예술 작품이 포함되어 있다. 폼페이, 트로이, 18왕조 파라오 투탕카멘의 무덤 발굴로 인해 고고학에 대한 관심도 높아졌다. 아티스트와 디자이너는 고대 이집트, 아프리카, 메소포타미아, 그리스, 로마, 아시아, 메소아메리카 및 오세아니아의 모티브를 기계 시대의 요소와 결합했다.

## 아키텍처
아르데코 건축 양식은 1903년~1904년 파리에 오귀스트 페레가 벤자민 프랭클린 거리에, 앙리 소바쥬가 트르-앙느 거리에 설계한 두 개의 아파트 건물이 지어지면서 파리에서 처음 선보였다. 두 명의 젊은 건축가가 파리의 주거용 건물에 처음으로 철근 콘크리트를 사용한 이 새로운 건물은 깔끔한 선과 직사각형 모양, 외관에 장식이 없는 아르누보 양식과 완전히 단절된 모습을 보여주었다. 1910년과 1913년 사이에 페레는 콘크리트 아파트 건물에서의 경험을 사용하여 몽테뉴 애비뉴 15, 샹젤리제 거리, 샹젤리제 극장. 1925년부터 1928년까지 파리의 사마리텐 백화점에 새로운 아르데코 외관을 지은 소바쥬는 다음과 같이 말했다.

## 같이 보기
- 광란의 20년대